# Mormonia cleis
Mormonia cleis là một loài bướm đêm trong họ Noctuidae.